# Déván Károly
Déván Károly (Botfalva, 1807 – Pozsony, 1889. március 17.) orvos, királyi egészségügyi tanácsos.

## Élete
Nemes szülőktől származott. Miután 1832-ben a pesti egyetemen orvosi szigorlatot tett, a Szent Rókus Kórház másodorvosa lett. Azután mint gyakorló orvos Nagyszombatban telepedett le, ahol a megyei kórháznak főorvosa, majd a pozsonyi országos kórház igazgatója volt.

## Művei
- Dissertatio inaug. medica sistens historiam cholerae morbi in processu extraneo incl. comitatus Posoniensis grassantis. Budae, 1832
- Évi jelentés a pozsonyi magyar kir. országos kórháznak 1872-ik évi működése eredményeiről. Pozsony, 1873

Cikkei a Das Komitatsspital zu Tyrnau. Ein Jahresbericht für 1849–50. és a Fälle von Wuthkrankheit bei Menschen. Aus dem Tyrnauer Komitatsspital, a Zeitschrift für Natur und Heilkundéban (1851) jelentek meg.